# 布利尼厄
布利尼厄（法語：Bouligneux，法語發音：[buliɲø]）是法国东部安省的一个市镇，属于布雷斯地区布尔格区。

## 地理
布利尼厄（46°1'22"N, 4°59'30"E）面积26.09 平方千米，位于法国奥弗涅-罗讷-阿尔卑斯大区安省，该省份为法国东部省份，北起汝拉省，西北接索恩-卢瓦尔省，西接罗讷省和里昂大都会，南至伊泽尔省，东与萨瓦省、上萨瓦省和瑞士接壤。
与布利尼厄接壤的市镇（或旧市镇、城区）包括：拉沙佩勒-迪沙特拉尔、拉佩鲁斯、圣奥利夫、穆瓦尼昂河畔圣特里维耶、桑德朗、维拉尔莱栋布。

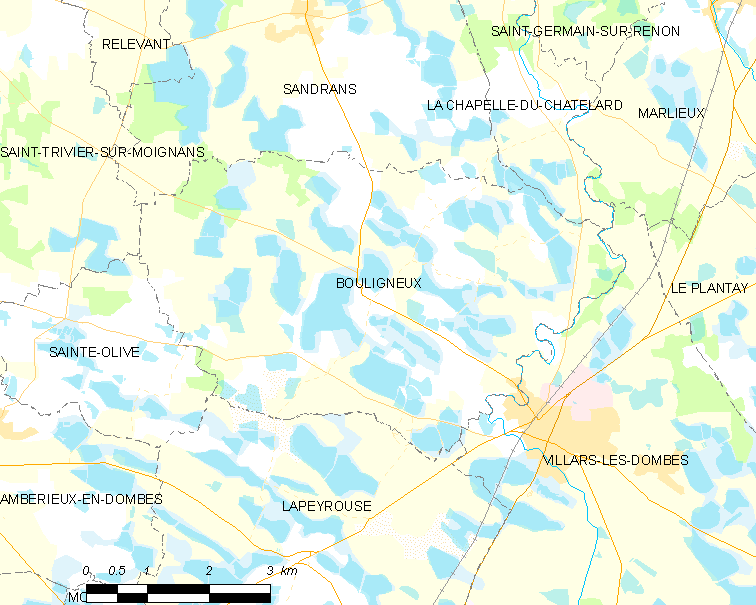
布利尼厄的OSM定位图

布利尼厄的时区为UTC+01:00、UTC+02:00（夏令时）。

## 行政
布利尼厄的邮政编码为01330，INSEE市镇编码为01052。

## 政治
布利尼厄所属的省级选区为维拉尔莱栋布县。

## 人口

1962-2008年间布利尼厄人口变化图示

布利尼厄于2022年1月1日时的人口数量为323人。